# Paramicrodon nigripennis
Paramicrodon nigripennis är en tvåvingeart som först beskrevs av Sack 1922.  Paramicrodon nigripennis ingår i släktet Paramicrodon och familjen blomflugor.
Artens utbredningsområde är Taiwan. Inga underarter finns listade i Catalogue of Life.